# Laja (gemeente in Bolivia)
Laja is een gemeente (municipio) in de Boliviaanse provincie Los Andes in het departement La Paz. De gemeente telt naar schatting 25.968 inwoners (2018). De hoofdplaats is Laja.